# Casa del Metge Baixes
La Casa del Metge Baixes o antiga Casa Bordons, és un habitatge que forma part de l'Inventari del Patrimoni Arquitectònic Català de la ciutat de Solsona (Solsonès).

## Descripció

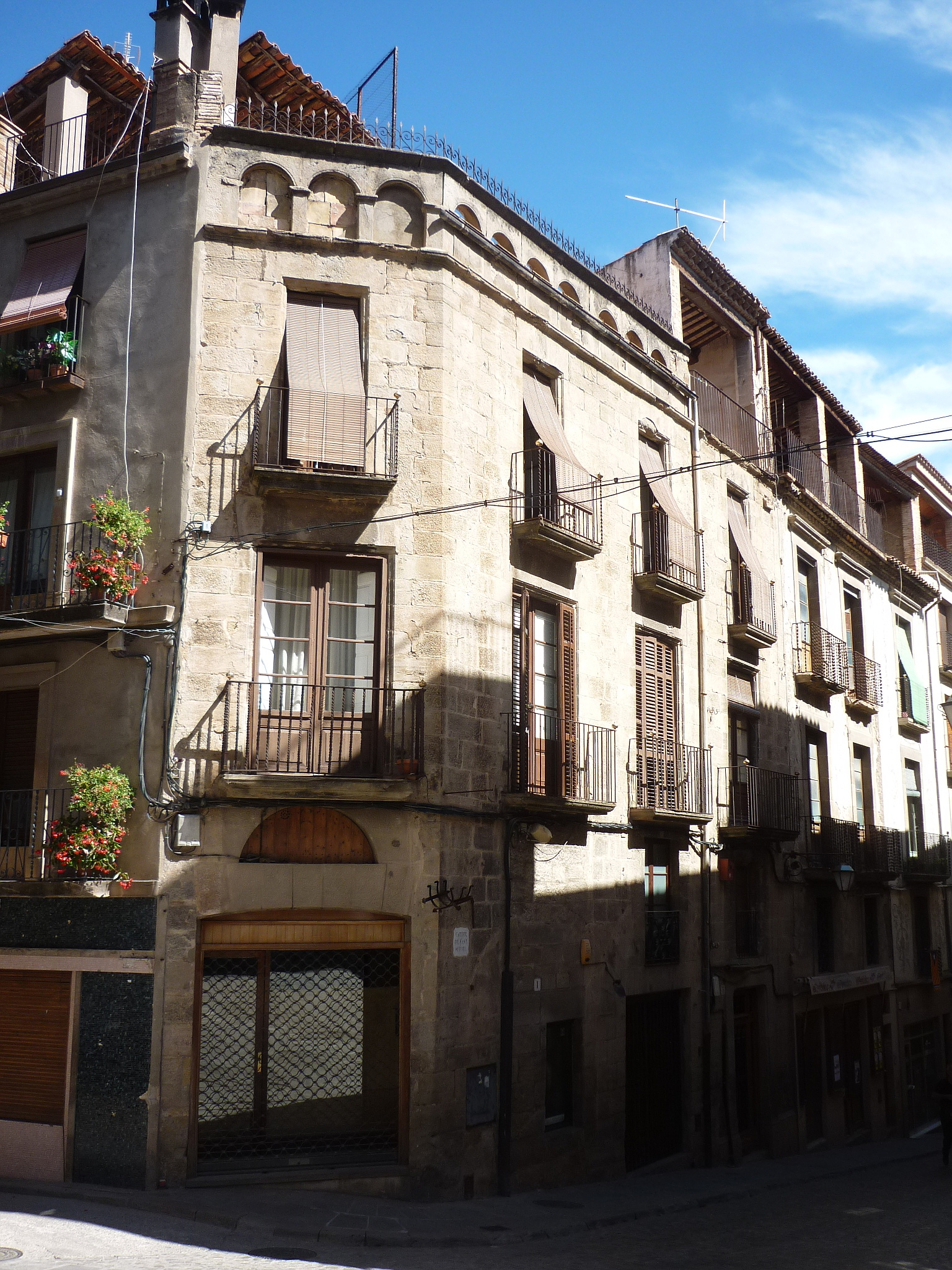
Vista total de la casa

Edifici civil. És tot de pedra picada, tallada i col·locada en filades. Té dos plantes i el terrat. Tota la façana principal coberta amb balcons, amb llindes de pedra, excepte la part superior en què hi ha tot un seguit d'arcades de mig punt cegades. La porta es troba en la façana principal, és rctangular i allisada. L'entrada és de pedra, amb una barana de fusta per pujar als pisos superiors. L'edifici fa cantonada entre dos carrers (C/ Sant Miquel i C/ Sant Cristòfol).

### Notícies històriques
Família noble solsonina, la dels Bordons, que habitaren aquesta casa. Pere Bordons (1381) de la nissaga d'infantons d'Aragó, fou armat cavaller pel primer comte de Cardona, Hug I. Un net seu, Jaume de Bordons, ha de comprar la llibertat del seu pare, pres a França i mor en l'expedició d'Oran (1506). Són administradors gaudints de la vint-i-quatrena del Claustre: Antoni Bordons i de Gai (1722-1728) i Josep Bordons i Mata (1782-93) a qui veiem comissionant les obres de la portada d'aigua de Lladurs i de la construcció del pont monumental de la ciutat, i Ramon Bordons (1810- 1918), darrer d'aquesta genealogia a Solsona.